# Staraja Maina
Staraja Maina (russisch Ста́рая Ма́йна) ist eine Siedlung städtischen Typs in der Oblast Uljanowsk in Russland mit 6521 Einwohnern (Stand 14. Oktober 2010).

## Geographie
Der Ort liegt etwa 50 km Luftlinie nordöstlich des Oblastverwaltungszentrums Uljanowsk am linken Ufer des Kuibyschewer Stausees der Wolga bei der Einmündung der Maina.
Staraja Maina ist Verwaltungszentrum des Rajons Staromainski sowie Sitz und einzige Ortschaft der Stadtgemeinde Staromainskoje gorodskoje posselenije.

## Geschichte
Der Ort wurde erstmals 1670 im Zusammenhang mit der Errichtung eines Ostrogs urkundlich erwähnt, nach dem Fluss als Mainski ostrog bezeichnet. Das Jahr gilt auch als Gründungsjahr. Allerdings war bereits im Zeitraum 1655–1661 ein orthodoxes Kloster errichtet worden, das Epiphanias-Kloster genannt wurde (russisch Bogojawlenski monastyr), und der Ort entsprechend Bogojawlenskoje. Später bürgerte sich die heutige Bezeichnung ein, die für „Alt-Maina“ steht, in Abgrenzung zum 75 km südöstlich gelegenen Nowaja Maina („Neu-Maina“) beim heutigen Dimitrowgrad (ehemals Melekess). Das Dorf gehörte ab Ende des 18. Jahrhunderts zum Ujesd Stawropol (heute Toljatti) des Gouvernements Samara.
1928 wurde Staraja Maina erstmals Verwaltungssitz eines neu geschaffenen, nach ihm benannten Rajons (der Rajon war 1930–1935 und 1963–1965 aufgelöst). Am 7. April 1967 erhielt es den Status einer Siedlung städtischen Typs.

### Bevölkerungsentwicklung
| Jahr | Einwohner |
| ---- | --------- |
| 1897 | 4311      |
| 1939 | 4948      |
| 1959 | 4873      |
| 1970 | 4505      |
| 1979 | 5151      |
| 1989 | 6633      |
| 2002 | 6988      |
| 2010 | 6521      |

Anmerkung: Volkszählungsdaten

## Verkehr
Die Siedlung liegt an der Regionalstraße 73K-1428, die im südlich benachbarten, etwa 30 km entfernten Rajonzentrum Tscherdakly an der Straße Uljanowsk – Dimitrowgrad – Samara beginnt und dem östlichen Ufer des Kuibyschewer Stausees folgt; von Staraja Maina weiter zur Grenze der Republik Tatarstan, dort in Richtung Bolgar.
Die nächstgelegene Bahnstation befindet sich in Tscherdakly an der Strecke Insa – Uljanowsk – Tschischmy (– Ufa).